# نانکایدو

نانکایدو (به ژاپنی: 南海道 Nankaidō) یک اصطلاح جغرافیایی ژاپنی است. نانکایدو هم یکی از تقسیمات قدیم کشور ژاپن و هم جاده اصلی است که از آن عبور می‌کند. ولایت‌هایی که در نانکایدو قرار داشتند عبارتند از:
- ولایت کی (به ژاپنی: Kii، 紀伊国)
- ولایت آواجی (به ژاپنی: Awaji، 淡路国)
- ولایت آوا (به ژاپنی: Awa، 阿波国)
- ولایت سانوکی (به ژاپنی: Sanuki، 讃岐国)
- ولایت ایو (به ژاپنی: Iyo، 伊予国)
- ولایت توسا (به ژاپنی: Tosa، 土佐国)